# Țaga
Țaga es una comuna rumana, en el distrito de Cluj. Su población en el censo de 2002 era de 2.057 habitantes.
- Datos: Q12725315
- Multimedia: Țaga, Cluj / Q12725315

1. ↑  Worldpostalcodes.org,código postal n.º 407565.